# Spring Lake (Alberta)
Spring Lake est un village (village) du Comté de Parkland, situé dans la province canadienne d'Alberta.

## Démographie
En tant que localité désignée dans le recensement de 2011, Spring Lake a une population de 533 habitants dans 208 de ses 238 logements, soit une variation de 6.4% avec la population de 2006. Avec une superficie de 2,119 4 km2, village possède une densité de population de 251,486 3 hab/km2 en 2011.
Concernant le recensement de 2006, Spring Lake abritait 501 habitants dans 188 de ses 198 logements. Avec une superficie de 2,119 4 km2, village possédait une densité de population de 236,4 hab/km2 en 2006.
| 2001 | 2006 | 2011 | 2016 |
| ---- | ---- | ---- | ---- |
| 457  | 501  | 533  | 699  |